# 프레더릭스버그 전투
프레더릭스버그 전투는 아메리카 합중국 버지니아주 프레더릭스버그 시의 안팎에서 1862년 12월 11일부터 12월 15일까지 남군의 로버트 리 장군의 북버지니아군과 북군의 앰브로즈 번사이드 소장의 포토맥군 사이에서 벌어진 전투이며 남북전쟁 중 한쪽이 일방적으로 승리를 취한 전투 각인되어 있다. 12월 13일 도시의 배후에 있던 고지대의 참호속에 들어가 방어를 공고히 한 남군에 대해 북군은 어떠한 이득없이 반복된 정면공격으로 막대한 손실만 입은 채 남부 연합의 수도 리치먼드로 쏠린 일연의 작전이 조기에 결착되는 결과를 낳았다.

## 배경 및 번사이드의 작전
남군의 총사령관인 리 장군이 소규모였지만, 이전보다 호전적으로 전투에 임했고, 이에 북군은 전장의 주도권을 뺏으려 공세를 펼치는 중 일어난 전투이다. 번사이드는 11월 조지 매클래런 소장을 대신해 포토맥군 지휘관에 지명되어 9월 앤티텀 전투에서 리의 침공을 저지했으나, 에이브러햄 링컨 대통령은 매클래런가 결단력 없어 메릴랜드주에서 리 장군의 남군을 추격해 섬멸하지 않았으며 대회전 후에 군대의 재편성 및 재장비에 시간을 너무 많이 허비했다고 생각했다.
링컨 및 총사령관 헨리 하렉(Henry W. Halleck)소장에게서 자극받은 번사이드는 늦가을에 남군 공격을 입안했고, 11월 9일 하렉과 그 작전에 관해 검토했다. 작전은 군의 민첩성과 위장술에 기대를 걸어야 했다. 우선 버지니아주 워렌튼(Warrenton) 부근에서 군을 집결시켜, 컬피페 코트하우스(Culpeper Count House), 오렌지 코트하우스(Orange Count House) 및 고든스빌(Gordonsville)에서 군의 움직임을 적에게 보인 후, 부대를 재빨리 남동쪽으로 이동시켜 래퍼하노크 강(Rappahannock River)을 건너 프레데릭스버그에 들어간다. 이때 남군의 리가 번사이드의 의도를 파악하지 못해 가만히 있기를 원했으며, 그 사이 북군은 재빨리 프레데릭스버그에서 리치먼드, 프레데릭스버그, 앤드 포토맥 철도를 따라 남쪽의 리치먼드로 향한다. 번사이드는 만약 그가 워렌튼에서 직접 남쪽으로 움직이면, 이때 윈체스터 남쪽 세년도어 계곡에 있던 스톤월 잭슨의 군단이 남군에 측면공격을 당할 것을 우려해 이 작전을 선택했다. 또, 번사이드는 오렌지 앤드 알렉산드리아 철도가 부적절한 보급선이라고 생각했다. 번사이드가 프레데릭스버그 근처 팰머스(Falmouth)의 보급기지에서 병력을 모으기 시작할 때, 링컨 행정부는 번사이드의 작전에 대해 오랫동안 논의해 왔고, 결국 링컨은 번사이드의 작전을 승인했다. 하지만, 링컨은 번사이드가 신속히 작전에 임하지 않으면 안 된다고 경고하고, 리가 번사이드의 예측대로 행동할 것인지에 관해서는 실제 의문을 표했다.

## 각 군의 전력
번사이드 자신의 옛 군과 포토맥을 합쳐 3개의 대사단이라 불리는 병력을 갖게 되었다. 120,000명의 병력중 전투에 참가한 인원은 114,000명이었다.
- 우측 대사단: 사령관 에드빈 V. 섬너 소장 및 2군단 소장 다리우스 N. 코치(윈필드 S. 핸콕 준장, 올리버 O. 하워드와 윌리엄 H. 프렌치의 사단)와 4군단 준장 올랜도 B. 윌코스(윌리엄 W. 번스, 새무엘 D. 스튜거스와 조지 W. 게티의 사단). 그외 알프레드 플레스톤 준장 휘하 기병 사단이 포함되었다.
- 중앙 대사단: 사령관 조지프 후커 소장 및 3군단 조지 스톤맨 준장(데이비드 B. 비너, 다니엘 E. 싱클스와 애미엘 W. 윈플 준장의 사단)과 5군단 다니엘 버터필드 준장(찰스 그리핀, 조지 싱커와 앤드루 A. 험프아이 준장의 사단). 그외 윌리엄 W. 애버렐 준장의 기병 여단이 포함되었다.
- 좌측 대사단: 사령관 윌리엄 B. 프랭클린 소장 및 1군단 존 F. 레이놀드 소장(앰너 더블데이와 존 기본 준장과 조지 G. 미드 소장의 사단)과 6군단 윌리엄 F. 벌디 스미스 소장(윌리엄 T. H. 브룩, 앨비온 P. 하워와 존 뉴턴 준장의 사단). 그외 조지 D. 바요드 지휘하의 기병 여단이 포함되었다.
- 제11 군단의 프란츠 시겔 소장은 예비대로써 페어폭스 코트 하우스에 배치되었다. 12군단의 헨리 W. 슬로컴 소장은 하퍼스 페리역에서 전역을 진행하고 있었다.

로버트 E. 리의 북버지니아군은 거의 85,000명의 병력을 갖고 있었고, 그중 72,500명이 참가했다.
- 제1군단에는 제임스 롱스트리트 중장을 포함한 라파예트 맥로우, 리처드 H. 앤더슨, 조지 E. 피켓 소장의 사단과 존 벨 후드와 로버트 랜섬 주니어 준장의 사단이 있었다.
- 제2군단에는 토마스 "스톤월" 잭슨 중장을 포함한 D. H. 힐과 A. P. 힐 소장의 사단과 주발 A. 얼리와 윌리엄 B. 텔리페로 준장의 사단이 있었다.
- 윌리엄 N. 팬들턴 준장지휘하의 예비 포병대.
- 젭 스튜어트 소장 지휘하의 기병대.

## 전장으로 이동
북군은 11월 15일 행군을 개시해, 전투부대는 11월 17일 팰머스에 도착했다. 번사이드의 작전은 곧 차질을 빚었다. 주교(舟橋)를 미리 보내 래퍼하노크 강을 신속히 건너라는 명령을 내렸으나, 착오로 다리는 군대보다 먼저 도착해 있지 않았다. 에드빈 V. 섬너 소장 전장에 도착한 후, 바로 강을 건너 도시에 있던 500명에 불과한 남군부대를 분쇄하고 서쪽의 지리가 좋은 고지을 점령할 것을 강하게 제안했다. 이에 가을비로 불어난 강으로 인해 얉은 개울 쪽으로 건널 수 없게되어, 섬너 부대가 도하를 못해 남군에게 격파될 가능성에 번사이드는 고뇌했다. 번사이드는 작전의 주도권을 잃었고, 섬너에게는 팔마스에서 대기하라고 명령했다.
11월 21일까지 제임스 롱스트리트 중장의 군단이 프레데릭스버그 근처에 도착했고, 잭슨의 군단도 그 뒤를 따랐다. 리는 당초 번사이드와 프레데릭스버그 북서쪽에서 전투를 벌일 것이라고 예측해 노스안나 강의 배후로 후퇴할 필요가 있다고 보았다. 그러나 번사이드 군이 완만하게 움직임을 보자, 전군에 프레데릭스버그로 향하도록 명령했다. 11월 25일 처음 주교가 팔마스에 도착했으나, 포토맥 군은 별다른 충돌없이 도하하하는 것은 불가능 했다. 그러나 번사이드는 아직 리의 군 절반이 오지 않았고, 남군이 참호에 들어가 있지도 않았기에 신속히 대응한다면 잭슨이 도착하기전에 롱스트리트 군을 공격해 격파할 수 있는 기회가 있었다. 주교가 완전히 갖추어 진 것은 월말이었고, 이 무렵 잭슨 군은 전장에 도착했으며, 롱스트리트 군은 강력한 방어진을 구축하였다.
번사이드는 원래 프레데릭스버그의 동쪽 10마일(16km) 하류에서 강을 건널 생각이었으나, 주발 얼리 준장의 사단이 이곳에 도착했기 때문에 불가능했다. 이 때문에 직접 프레데릭스버그를 건너기로 결정했다. 12월 9일 하렉에게 보낸 편지에는“나는 강의 다른 장소보다 우리가 있는 전면을 직접 건넌다면, 적은 매우 놀랄거라고 생각합니다. 적의 대부대는 지금 포트로얄에 집결하였고, 그 나머지는 프레데릭스버그에 있다고 확신합니다. 이들을 격파하는 것을 기대하십시오”라고 썼다. 번사이드는 아군의 세력적인 우세에 더해, 적에게 사실상 공격받지 않고 있다는 것을 알고 있는 있었다. 래퍼하노크 강의 맞은편 연안의 스타호크 고지로 불리는 산기슭에는 220문의 대포가 배치해 리의 군의 역습에 대비했다.
리는 아군을 전적으로 신뢰했고, 북군이 도하를 시도하기 이틀전에도 적군 사령관의 작전을 확실히 이해하지 않았을 때조차 그러했다. 좌익에 있던 롱스트리트 휘하 약 20,000명의 병사를 도시의 바로 서쪽, 메아리즈하인츠라고 불리는 산기슭의 정상에 있던 돌벽 배후에 배치했다. 도시의 남부, 하류에서 도하하는 것도 우려해 남은 병력은 잭슨 군의 남쪽에 배치했다. 이 지역은 언덕이 연이어 이어져 있기에, 또 하나의 뛰어난 방어진지가 되었다.
12월 11일 아침, 북군의 공병기사들은 전부 6개의 주교를 각각 2개는 도시 중심의 바로 북쪽에 3번째는 도시의 남쪽에, 남은 3개는 남쪽 근처 래퍼하노크 강과 디프란의 합류점 가까이에 설치했다. 공병들은 특히 윌리엄 벅스데일 준장의 미시시피 여단에 속한 저격수에 저격되었다. 끝으로 번사이드의 부하의 제안으로 그날 밤 북군의 상륙부대를 보트에 태워 보내, 조그만 거점을 확보했으며 저격수들을 몰아냈다. 남군은 북군의 엄호포격이 있었기 때문에 활발히 상륙하는 북군에 저항하지 않기했으만, 남북전쟁이 일어난 이래 최초의 시가전이 벌어졌다. 건물은 보병과 맞은편에서 날아온 포격에 파괴되었다. 북군의 대포는 5,000발 이상의 포탄을 마을과 그 서쪽의 산기슭에 쏟아부었다. 다리가 완성되고, 번사이드 군이 시내을 격렬하게 유린했기에 리는 이를 고대 반달족의 약탈행위와 같다고 분노했다. 이 파괴행위는 병사들의 대부분이 버지니아 태생인 리의 군 병사를 자극했다. 12월 11일과 12일 중으로 번사이드의 부대는 도시의 외곽에 포진해 리의 군을 공격할 준비를 마쳤다.

## 전투

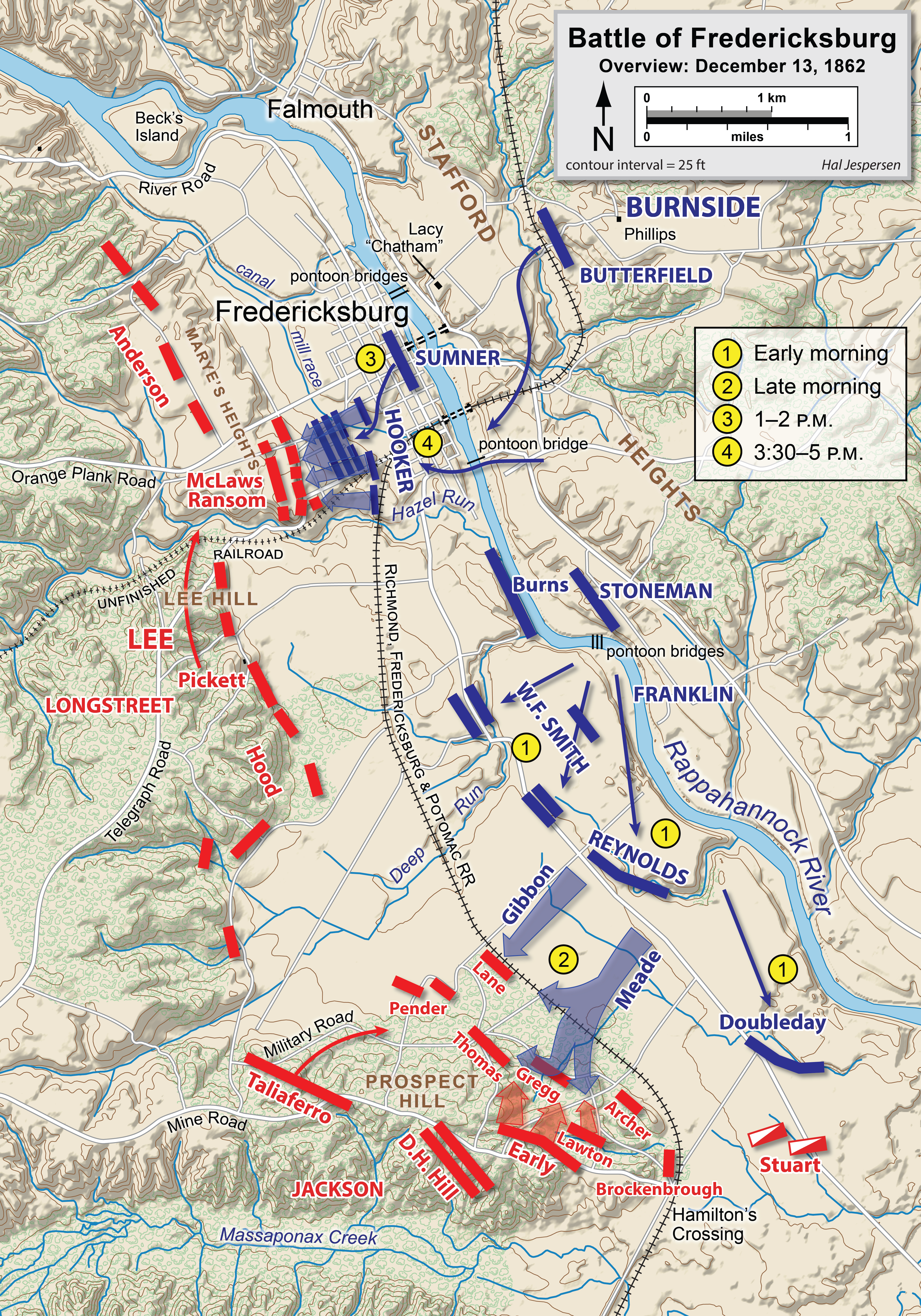
1862년 12월 13일 전투 개략도

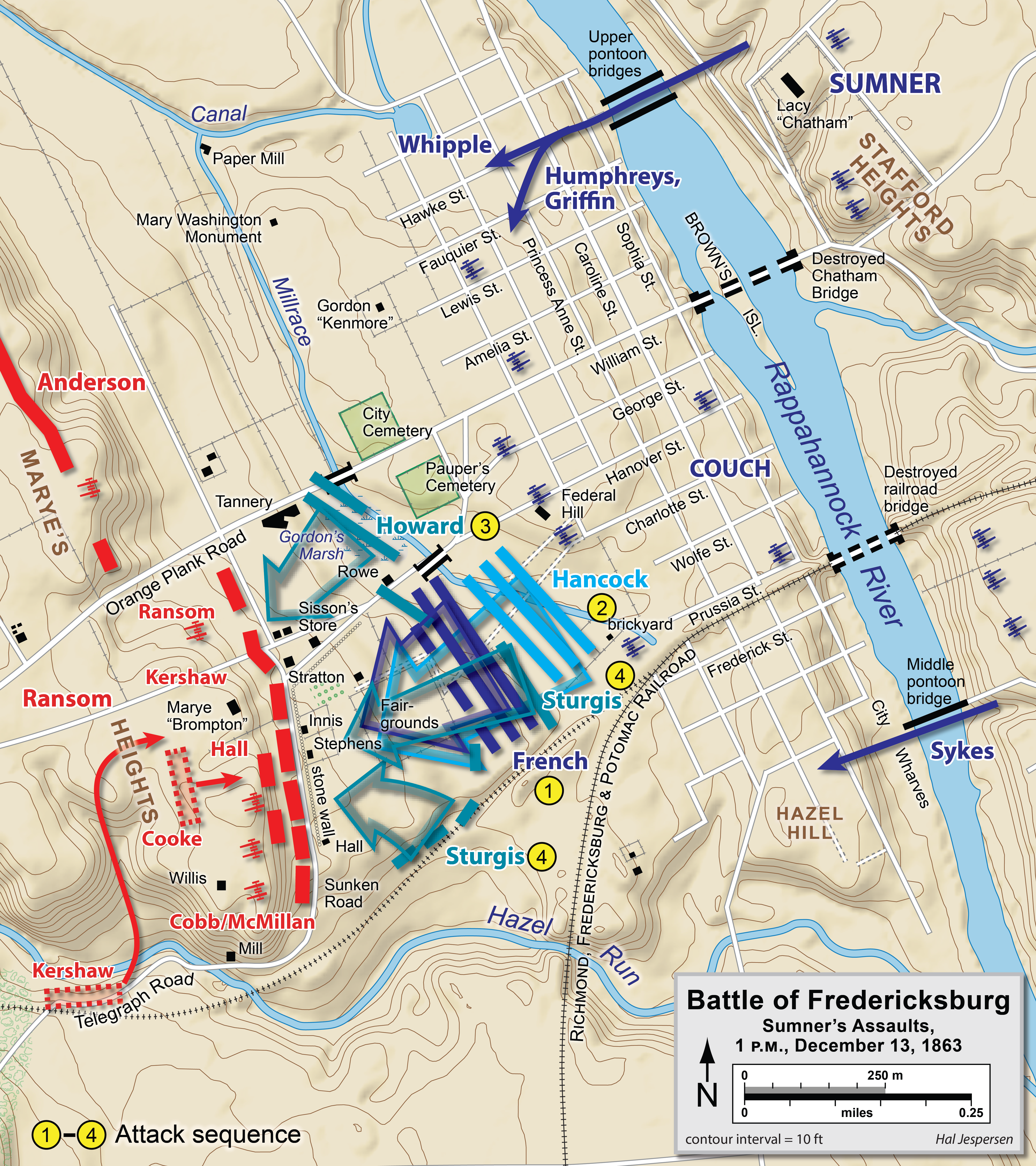
1862년 12월 13일 오후 1시 섬너의 기습.

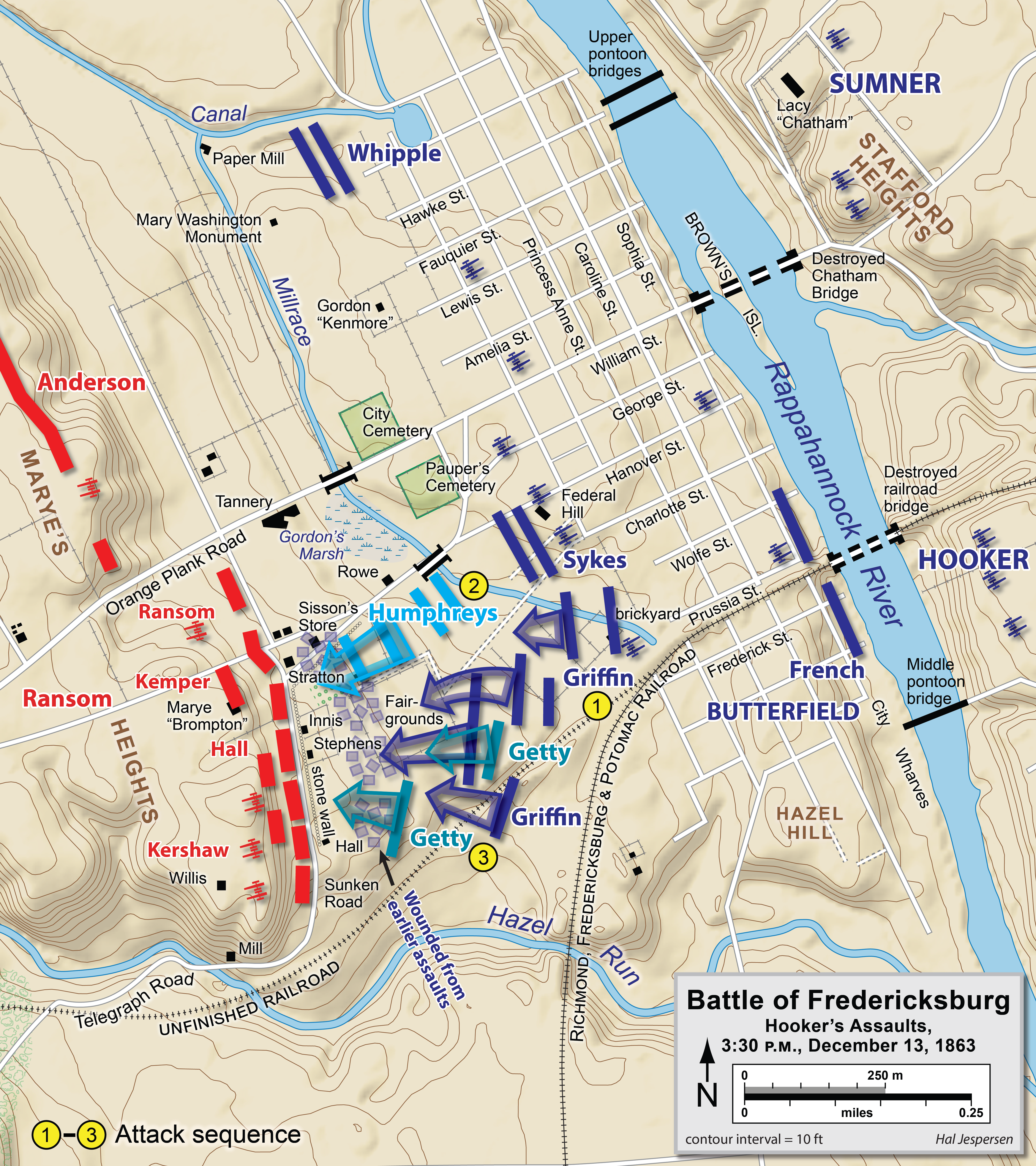
1862년 12월 13일 오후 3시 30분의 후커의 공격

전투의 서막은 12월 13일 오전 8시 30분에 도시의 남쪽에서 열렸고, 윌리엄 B. 프랭클린 소장이 좌익 대사단에서 2개 사단을 이전엔 보지 못했던 잭슨 방어진 우익의 빈틈에 밀어넣었다. 오전 10시까지 두터운 안개가 걷히기 시작하면서 처음엔 느려졌던 행동이 빨라졌다. 조지 미드 소장의 사단이 주 공격부대를 형성하고, 애브너 더블데와 존 킴본 준장의 사단이 지원했다. 이 공격은 존 펠햄 소령이 지휘하는 버지니아 기마포병대에 의해 펠햄의 2문의 대포(12파운드 황동 나폴레옹과 공선식 프레이클리)와 북군의 포병대대사이에서 약 1시간 동안 포격전을 벌였다. 리 장군은 이 전투를 관찰하고, 24세의 펠햄에 대해 [저렇게 어린 젊은이에게 저 정도의 용기를 보인 것은 대단한 일이다]라고 말했다. 최후는 미드 부대가 견인역이되어, 매커시 그렉 준장의 여단이 달려와 이를 분쇄했다. 그렉은 저격을 당해 치명상을 입었고, 2일 후 죽었다.
미드 부대의 우익에는 킴본 부대가 윌리엄 드시팬더 와 에드워드 L. 토마스 준장의 여단에게 공격을 퍼부어 진전이 있었으나, 미드와 킴본 부대가 분리되었다. 안개가 짙은 상태에서 북군의 포병대는 어떠한 지원도 할 수 없었다. 북군부대는 격퇴되어 남군의 보병대에게 추적당해, 강에서 움직이지 못하는 걱정이 생겼다. 여기서 다니엘 생크스 준장과 데이비드 B. 버니 준장의 사단이 북군의 전선을 보강하기 위해 들어았고, 잭슨군의 반격이 . 전투의 집점은 북쪽의 메아리하인츠로 옮겨졌다.
프레데릭스버그의 서쪽에서 최초의 공격은 오전 11시에 시작되어, 윌리엄 H. 프렌치 준장의 사단이 프랭크 도로에 연이어 이동해 험준한 제방의 배수로와 넓게 열려진 400야드(360m)의 평지에 직면했으나, 이곳을 향한 도로와 돌벽 배후에는 남군의 보병과 포병의 부대가 기다리고 있었다. 이전 롱스트리트는 포술연습생 에드워드 포터 알렉산더에게서 “우리는 이 지역을 참빗으로 빗질하듯이 쓸어버릴 수 있습니다. 이 벌판에서 닭 한 마리도 살아나가지 못합니다.”라고 말해 안심시켰다. 북군부대의 공격은 배수로에 세워진 2개의 작은 다리를 종열로 전진할 수밖에 없었고, 이것은 절호의 목표가 되었다. 거기에 우익측에 공격을 하려는 시도도 늪지 때문에 실패했다. 남측과 마찬가지로 북군의 포병대가 안개로 차단되어, 남군의 대포를 효과적으로 침묵시키는 일도 하지 못했다.
번사이드는 이 우익에 대한 공격이 좌익에서 이동한 주요 부대의 단순한 지원이라고 예측했으나, 프랭클린이 하고, 계속 요청에도 저항한 것이 번사이드는 중점을 변경했다. 프렌치의 사단이 커다란 손실을 입고 격퇴당한 후, 번사이드는 윈필드 스코트 핸콕과 올리버 O. 하워드 준장의 사단을 보냈으나 같은 운명을 맞이했다. 이때부터 남군 조지 피켓 소장의 사단과 존 후드 소장의 휘하 1개 여단이 북쪽에서 움직여 메아리하인츠를 보강했다. 찰스 그리핀 준장 사단이 오후 3시 30분에 공격을 재개하고, 앤드루 A. 핸프리즈 준장의 사단이 오후 4시에 이어졌다. 저녁때까지 존 W. 게티 준장의 사단이 동쪽에서 공격했으나, 이것도 격퇴되었다.
북군은 6개 사단이 투입되어 통상 1번에 1개 여단에 해당되어 약 16번의 개별 공격이 이루어졌으나, 모두 실패하고 6,000명~8,000명의 손실을 입었다. 리 장군은 리즈힐이라 불리는 곳에서 이 전선 중앙의 장소에서 이 대학살을 보고 [전쟁은 ]라고 말했다. 하인츠에서 전투 중 아일랜드 여단의 돌격도 있었고, 전력의 50%을 잃어버렸지만, 다른 여단보다도 높이 하인츠에 다다랐다. 메아리하인츠에서 남군의 손실은 1,200명 정도였다. 암흑이 찾아오자, 번사이드의 부하들의 애원으로 공격은 중지되었다. 훗날 롱스트리트는 [ 이 공격은 절망적으로 유혈이 많았고, 모든 희망이 없었다]라고 적었다. 수천의 북군병사가 12월의 추운 밤을 하인츠에서 이어진 전장에서 보냈고, 남군의 사격 때문에 부상자를 운반하거나 도울 수도 없었다.
12월 14일 양군은 그대로 진지에 머물렀고, 번사이드는 오래전부터 이끌던 제 9군단에게 메아리하인츠에 최후의 공격을 시도하려고 생각했으나, 바로 생각을 고쳤다. 그날 오후, 번사이드는 리에게 부상자를 데려가기 위해 휴전을 요청했고, 리는 이를 관대하게 받아들였다. 다음날 북군은 강을 건너 철수했고, 전투는 끝났다.

## 전투 후
남군이 손실을 비한다면, 북군의 전술이 절망적 번사이드는 1개월 후에 지휘관에서 해임되었다.(진흙탕 행진이란 처참한 실패 후). 북군의 손실은 12,653명(전사 1,284명, 부상 9,600명, 포로 및 행방불명 1,769명)이었다. 2명의 장군 조지 더실 페이어드 준장과 코라드 F. 잭슨 준장이 빈사의 중상을 입었다. 남군의 손실은 5,377명(전사 608명, 부상 4,116명, 포로 및 행방불명 653명)이었다. 이 손실의 대부분은 전투 초기의 잭슨의 전선에서 생긴것이었다. 남군의 매커시 그렉 준장과 T. R. R. 고브 준장이 전사했다.
전투 중 대학살과 손실의 정도에 관련된 증거로써, 제2 사우스캐롤라이나 지원보병연대 G중대의 리처드 로란드 카클랜드의 이야기가 있다. 메아리하인츠 아래의 도로측에 있는 돌벽에 있던 카클랜드는 북군이 괴로워하는 모습을 가까이에서 목격하고, 다른 많은 사람들과 마찬가지로 12월 13일 추운 겨울의 밤동안 도움을 요청하는 북군 부상자의 절규를 듣게 되었다. 상관 조세프 B. 카쇼 준장의 허가를 얻어 수통을 모아 밝은날 사격을 중지하는 동안 휴전 깃발도 없이 그대로(카쇼가 거부했다), 전장을 가로지르며 많은 북군병사에게 물을 주면서 돌아다녔다. 북군 병사는 카클랜드의 의도가 밝혀지자 발포를 중지했다. 카클랜드는 이 행동으로 [메아리하인츠의 천사]라는 별명을 얻었고, 이 행동을 실행한 프레데릭스버그 앤드 스폿트실베니아 국정군사공원에 동상과 표식으로 기념하였다.
남부는 대승리를 접하고 환희에 빠졌다. 리치먼드의 [이그저미나] 잡지는 [침입자에게는 놀라움을 준 패배, 신성한 대지의 수호자에게 있어 뛰어난 승리]라고 표현했다. 리 장군은 통상 발언을 했으나, 찰스턴의 [머큐리]잡지에서 [환희, 거의 일방적, 그를 방문하는 사람은 누구라도 포옹했다고 생각된다]라고 표현했다. 신문도 [리 장군은 그이 군대는 실패라는 말을 아직 알지 못한다]라고 부르짖었다.
북부의 반응은 정반대였고, 군대, 링컨 대통령도 정치가 및 보도들로부터 강한 공격을 받았다. 신시네티의 [코머셜] 잡지는 [이날 우리가 군에게 느낀것보다도 병사가 많은 용감함을 표시했으나, 장군들이 판단하지 인간의 성격으로써는 생각할 수 없다]. 급진파 공화당의 서커라이어 챈들러 상원의원은 [대통령은 약한 남자로써, 이 장소에 있기에는 약하다, 어리석은 장군들은 결판을 내지 않는 전투와 속에 시간과 귀중한 피를 소비하고 있다]라고 썼다. 펜실베니아주 지사 앤드루 커틴은 전장을 갔다오고 난 뒤 화이트하우스를 방문했다. 그는 대통령을 향해 [이것은 전투가 아니다. 이것은 학살이다]라고 말했다. 카틴은 대통령이 [전투를 마음을 상처입고, 바로 광기에 가까운 신경질적 흥분상태였다]라고 보고했다. 링컨 자신도 [지옥보다도 더 나쁜 장소가 있다면 나는 여기라고 말할 수 있다]라고 기록했다.

## 전장의 보존 (맞춤법 교정 2015/ 03 /06)
2006년 3월 남북전쟁보존신탁은 프레데릭스버그 전장 유적지의 중요한 장소인 슬로터펜 농장의 보존을 위해 120만 달러 모금운동을 시작한다고 선언했다. 205에이커(80만평)의 농원은 지역에서는 피안소 트라크트라고 불리고, 1862년 12월 13일 유혈을 부른 전투장소였다. 이 장소에서 북군의 조지 미드 소장과 존 킴볼 준장의 부대가 프레데릭스버그의 북버지니아군 전선 남쪽을 지키던 스톤월 잭슨 중장의 부대에 공격을 가했다. 미드는 이하 북군은 막대한 손실을 입었음에도 불구하고, 일시적으로 남군의 전선을 돌파해 잠시나마 프레데릭스버그의 전투에서 북군이 승리할 찬스를 만들었다. 전장의 이 남쪽 장소에서의 전투는 훗날 슬로터펜이라고 이름 붙여져, 5,000명의 손실과 5명의 명예훈장 수상자를 탄생시켰다.
슬로터펜 농장은 프레데릭스버그 전장 유적지에서 가장 보호하지 않으면 안되는 장소라고 생각된다. 또 전장 유적지에서 방문자가 12월 13일 북군의 공격을 처음부터 끝날때까지 둘러볼 수 있는 유일한 장소이기도 하다. 프레데릭스버그에서 기타 북군이 공격했다고 생각되는 장소는 거의 모든 것이 전장의 남쪽 및 메아리즈하인츠의 전면은 개발로 인해 변해버리고 말았다. 프레데릭스버그 전장 유적지의 슬로터펜 농장에 1,200만 달러 모금획득은 아메리카 역사상 가장 유명한 비영리전장유적지 회득이라고 불리게 되었다.
2006년 10월 아메리카합중국내무성은 슬로터펜 농장의 중요성에 기초해 200만 달러를 기출했다. 이 돈은 토지 및 수보호기금에서 아메리카합중국의회의 정부지출금을 통해 전해졌다. 이 기금은 아메리카 남북전쟁의 의미있는 전장유적지를 획득하고 보존하기 위해 비연방의 운동을 지원하는 것이었다. 이 계획은 아메리카 합중국 국립공원국의 아메리카 전장유적지 보호계획에서 관리하였다. 그곳은 중앙 버지니아 전장신탁은 슬로터펜 농장모금에 100만 달러를 기부했다.

## 참조
영어위키의 참고문헌입니다.
- Catton, Bruce, Terrible Swift Sword: The Centennial History of the Civil War, Volume 2, Doubleday, 1963, ISBN 0-385-02614-5.
- Eicher, David J., The Longest Night: A Military History of the Civil War, Simon & Schuster, 2001, ISBN 0-684-84944-5.
- Esposito, Vincent J., West Point Atlas of American Wars, Frederick A. Praeger, 1959.
- Gallagher, Gary W., Ed., The Fredericksburg Campaign: Decision on the Rappahannock, University of North Carolina Press, 1995, ISBN 0-8078-2193-4.
- Goolrick, William K., and the Editors of Time-Life Books, Rebels Resurgent: Fredericksburg to Chancellorsville, Time-Life Books, 1985, ISBN 0-8094-4748-7.
- Foote, Shelby, The Civil War, A Narrative: Fredericksburg to Meridian, Random House, 1958, ISBN 0-394-49517-9.
- O'Reilly, Francis Augustín, The Fredericksburg Campaign: Winter War on the Rappahannock, Louisiana State University Press, 2003, ISBN 0-8071-3154-7.
- Tucker, Spencer C., "First Battle of Fredericksburg", Encyclopedia of the American Civil War: A Political, Social, and Military History, Heidler, David S., and Heidler, Jeanne T., eds., W. W. Norton & Company, 2000, ISBN 0-393-04758-X.
- National Park Service battle description
- Summary based on the Official Records of the War of the Rebellion 보관됨 2010-06-02 - 웨이백 머신